# Pilica
Pilica là một thị trấn thuộc huyện Zawierciański, tỉnh Śląskie ở nam Ba Lan. Thị trấn có diện tích 8 km². Đến ngày 1 tháng 1 năm 2011, dân số của thị trấn là 1992 người và mật độ 242 người/km².